# Synagoge Heppenheim (Bergstraße)

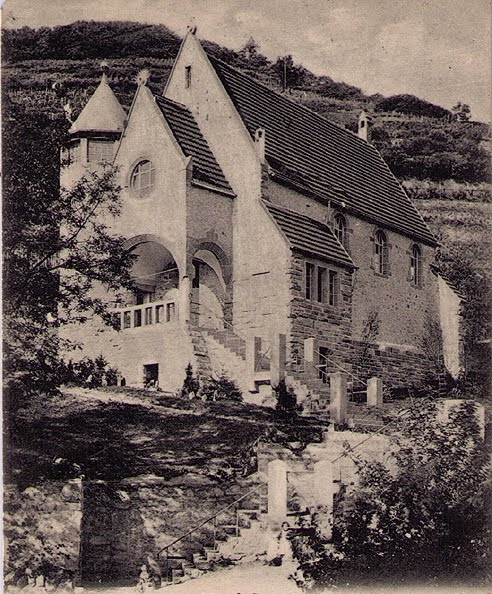
Synagoge in Heppenheim

Die Synagoge in Heppenheim (Bergstraße), der Kreisstadt des Landkreises Bergstraße im südlichen Hessen, wurde von 1897 bis 1900 errichtet und beim Novemberpogrom 1938 zerstört. Die Synagoge stand an der Ecke Bensheimer Weg zur Hermannstraße.

## Geschichte
Die Finanzierung der Synagoge übernahmen die aus Heppenheim stammenden Gebrüder Hirsch in London, die Inhaber eines privaten Bankhauses waren. Die Synagoge wurde nach Plänen des Architekten Heinrich Metzendorf aus Bensheim im Landhausstil, für den der Architekt bekannt war, erbaut. Der Eingangsbereich mit offener Halle, Treppenturm und Giebeldach folgten diesem Stil, dem auch der Wechsel des Baumaterials von Bruchstein, Haustein und Putzflächen zuzurechnen ist. Die Synagoge war 20 Meter lang, zehn Meter breit und 17 Meter hoch.
Die Synagoge blieb im Besitz der Familie Hirsch. Im Grundbuch wurde als Eigentümer „Adolf Hirsch in London“ eingetragen. Nach 50 Jahren sollte sie in den Besitz der jüdischen Gemeinde Heppenheim übergehen, unter der Bedingung, dass die jüdische Gemeinde Heppenheim auch künftig dem orthodoxen Rabbinat Darmstadt unterstellt sein würde. Seit 2016 ist das Grundstück im Besitz der Bürgerstiftung Heppenheim.
Die Synagoge wurde beim Novemberpogrom 1938 durch SA-Männer zerstört, die sie niederbrannten. Später wurden jüdische Männer gezwungen, die Ruine abzutragen. Kleine Reste der Synagoge sind noch erhalten.
Vor dem Grundstück befindet sich heute eine Gedenkstätte. Eine Metallplatte zeigt die Umrisse der 1938 zerstörten Synagoge. Sie trägt die Inschrift: Hier stand die 1900 erbaute und 1938 zerstörte Synagoge. Auf einer Zusatztafel „Im Gedenken an die Ermordeten“ werden 29 Namen ehemaliger Heppenheimer Juden genannt. In der Gedenkstätte Yad Vashem in Jerusalem sind 52 jüdische Opfer des Nationalsozialismus verzeichnet, die in Heppenheim geboren wurden oder längere Zeit wohnhaft waren. Es kann allerdings sein, dass es dabei in einigen Fällen zu Verwechslungen mit Personen aus Heppenheim an der Wiese kam.
Diese Synagoge ersetzte die sogenannte „Alte Synagoge“ in der Altstadt, Kleine Bach 3, die von 1807 bis 1901 als Gotteshaus diente.